# Sega Game Pack 4 in 1
Sega Game Pack 4 en 1 es una colección de cuatro videojuegos lanzados por Sega en 1992 para la portátil Game Gear y generalmente se incluía con las paquetes de la consola. Los juegos incluidos son: Flash Columns, Penalty Shootout, Tenis y Rally.

## Juegos incluidos

### Columns Flash
Basado en el juego Columns. El jugador tiene que reorganizar las columnas de gemas que caen para conectar cuatro formas iguales y hacerlas desaparecer. Para completar el nivel, los jugadores deben eliminar todas las gemas parpadeantes del nivel. El jugador pierde cuando las gemas llegan a la parte superior de la pantalla.

### Penalty Shootout
Un juego de fútbol basado en lanzar penaltis. Al lanzar los penales, el jugador puede seleccionar cómo desviar el balón y qué tan alto patearlo hacia la portería. Cuando juega como portero contra la CPU, el jugador debe evitar los goles adivinando dónde se realizará el tiro. Para superar el nivel, el jugador debe marcar más goles que la CPU.

### Championship Tennis
Un juego de tenis básico. Sonic the Hedgehog hace un cameo como árbitro. 

### Pan American Road Rally
Un juego de carreras estilo arcade cuenta con cinco niveles. El jugador debe esquivar a otros corredores y llegar a los checkpoints para permanecer no perder. El juego termina cuando se acaba el tiempo.